# Arycanda fulviradiata
Arycanda fulviradiata là một loài bướm đêm trong họ Geometridae.